# Lijst van aardwetenschappers
Hieronder volgt een lijst van bekende aardwetenschappers, het betreft sociaal-geografen, fysisch-geografen, 
cartografen, geologen, mineralogen, geofysici, grondmechanici, seismologen, geochemici, geodeten, klimatologen, glaciologen, paleoklimatologen, paleontologen, paleobotanici, bodemkundigen en oceanografen.
Deze wetenschappers zijn, vooral eerder dan de 19e eeuw, soms ook gespecialiseerd in andere wetenschappelijke disciplines.

## A

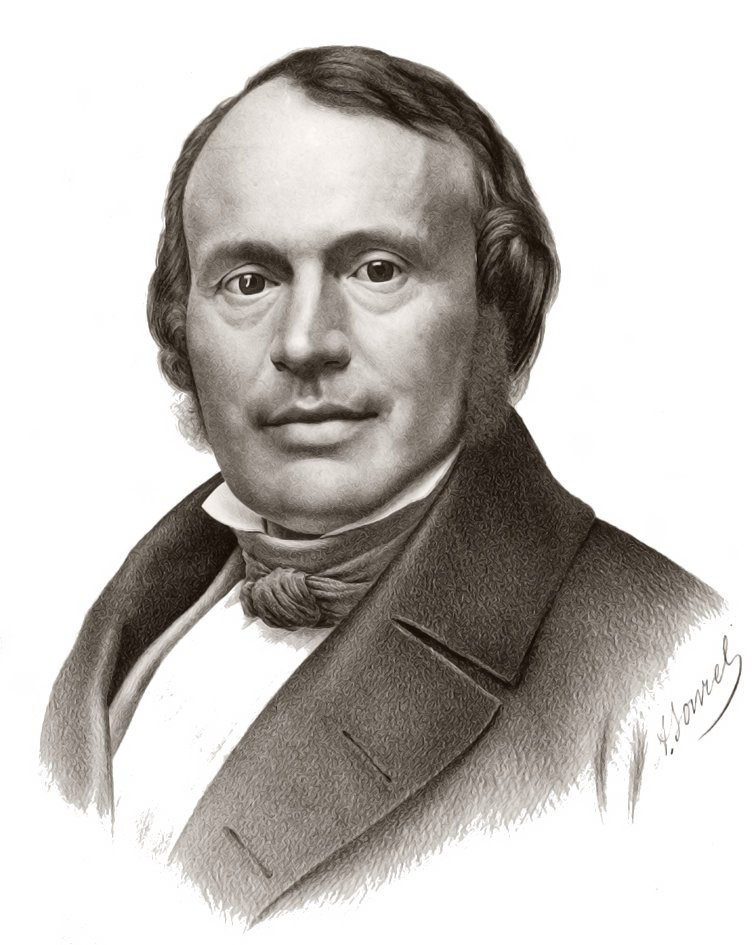
Louis Agassiz

- Pieter van der Aa (1659–1733), Nederlands cartograaf en drukker
- Otto Wilhelm Hermann von Abich (1806-1886), Duits mineraloog, geoloog en ontdekkingsreiziger
- Louis Agassiz (1807-1873), Zwitsers-Amerikaans natuurwetenschapper en geoloog, werkte aan ijstijden en gletsjers
- Georgius Agricola (Georg Pawer (=Bauer)) (1494-1555), Duits humanist, filoloog, arts, apotheker, chemicus, mineraloog en mijnbouwkundige
- George Biddell Airy (1801-1892), Engels astronoom en wiskundige, deed zwaartekrachtmetingen om de dichtheid van de Aarde te bepalen
- Friedrich von Alberti (1795-1878), Duits geoloog en mijnbouwkundige, definieerde het Trias
- Ulisse Aldrovandi (1522-1605), Italiaans natuurwetenschapper
- Fernando Flávio Marques de Almeida (1916-2013), Braziliaans geoloog
- Walter Alvarez (1940), Amerikaans geoloog
- Sérgio Estanislau do Amaral (1925-1996), Braziliaans geoloog
- Otto Ampferer (1875-1947), Oostenrijks structureel geoloog, deed onderzoek naar gebergtevorming, aanhanger van de onderstromingstheorie
- Mary Anning (1799-1847), Engels fossielenjager en paleontologe
- Adolphe d'Archiac (1802-1868), Frans paleontoloog en stratigraaf, onderzocht de stratigrafieën van West-Europa en India
- Giovanni Arduino (1714-1795), Venetiaans mijnbouwkundige, maakte de eerste geologische tijdsschaal
- Avicenna (Abu Ali Al-Hoessein Ibn Abdoellah Ibn Sina) (980-1037), Perzisch filosoof en geleerde, schreef een boek over geologische onderwerpen

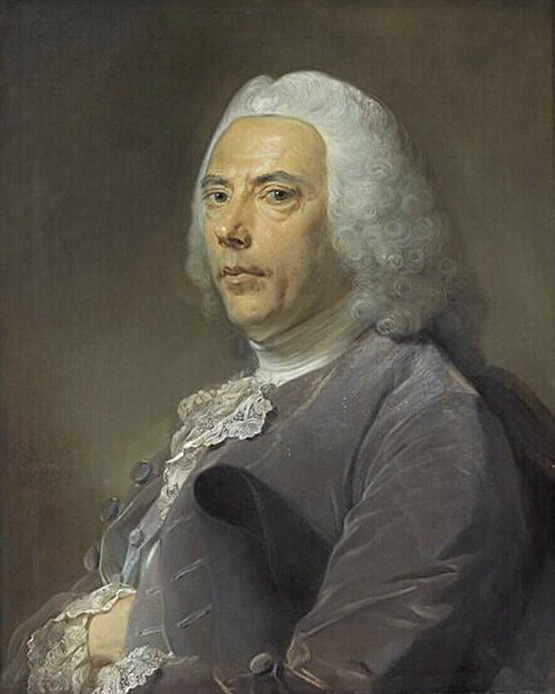
Pierre Bouguer

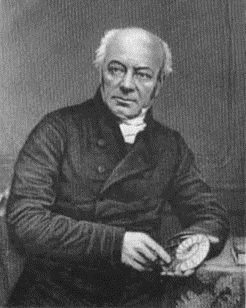
William Buckland

## B
- Jan Pieter Bakker (1906–1969), Nederlands geograaf, geomorfoloog en hoogleraar
- Octávio Barbosa (1907-1997), Braziliaans geoloog
- Ferdinand van Baren (1905-1975), Nederlands tropisch landbouwkundige en bodemkundige
- Aykut Barka (1951–2002), Turks aardwetenschapper en schrijver, deed onderzoek naar de Noord-Anatolische Breuk
- Joachim Barrande (1799-1883), Frans ingenieur, stratigraaf en paleontoloog, deed onderzoek naar de stratigrafie van het Paleozoïcum
- Joseph Barrell (1869-1919), Amerikaans geoloog en mijnbouwkundige, onderzocht isostasie en sedimentatiesnelheden
- George Barrow (1853-1932), Brits geoloog, de eerste die indexmineralen gebruikte om een metamorf terrein te karteren
- Henry De la Beche (1796-1855), Brits geoloog en paleogeograaf, stichter van de British Geological Survey
- Friedrich Becke (1855-1931), Tsjechoslowaaks mineraloog, ontwikkelde een microscopische methode om mineralen te determineren door hun brekingsindex
- Vladimir Vladimirovich Belousov (1907-1990), Russisch aardwetenschapper
- Rein van Bemmelen (1904-1983), Nederlands geoloog, deed vooral onderzoek naar gebergtevorming
- Pierre Joseph Van Beneden (1809-1894), Belgisch paleontoloog, bestudeerde fossiele walvissen
- Etheldred Benett (1776-1845), Brits geoloog en fossielenverzamelaar
- Hugo Benioff (1899-1968), Amerikaans seismoloog, een van de twee ontdekkers van Wadati-Benioffzones
- Henk Berendsen (1947-2007), Nederlands fysisch geograaf, deed onderzoek naar de ligging van oude stroomruggen
- Torbern Olof Bergman (1735-1784), Zweeds scheikundige en mineraloog, geloofde dat gesteenten in water gevormd werden
- Pierre Berthier (1782-1861), Frans geoloog, ontdekte de eigenschappen van bauxiet
- Marcel Bertrand (1847-1907), Frans structureel geoloog, stelde dat de structuur van de Alpen uit grote overschuivingen bestond
- Vilhelm Bjerknes (1862-1951), Noors meteoroloog, belangrijk ontwikkelaar van weersvoorspelling
- Patrick Blackett (1897-1974), Engels experimenteel natuurkundige, deed onderzoek naar het aardmagnetisch veld en paleomagnetisme
- Axel Gudbrand Blytt (1843-1898), Noors (paleo)botanicus
- Bertram Boltwood (1870-1927), Amerikaans natuurkundige, pionier op het gebied van radiometrische dateringen
- Guus Borger (1942), Nederlands historisch-geograaf, hoogleraar in Amsterdam
- Joseph Augustin Hubert de Bosquet (1814-1880), Nederlands paleontoloog
- Pierre Bouguer (1698-1758), Frans wiskundige, ontdekte tijdens een expeditie naar de Andes dat de Aarde de vorm van een oblate sferoïde heeft
- Marcellin Boule (1861-1942), Frans paleontoloog, bestudeerde fossielen van Neanderthalers
- Arnold Bouma (1932-2011), Nederlands geoloog, bekend van de Bouma-sequentie om turbidieten te beschrijven
- Norman Levi Bowen (1887-1956), Canadees petroloog, deed onderzoek naar de vorming van stollingsgesteenten
- William Lawrence Bragg (1890-1970), Australisch natuurkundige, ontwikkelde de techniek van röntgendiffractie; aanhanger van continentverschuiving
- John Branner (1782-1861), Amerikaans geoloog, seismoloog, hoogleraar en bestuurder aan de Universiteit van Stanford
- Jacob van Breda (1788-1867), Nederlands bioloog en paleontoloog, verzamelde en bestudeerde fossielen en bereidde de geologische kartering van Nederland voor
- Vincenz Brehm (1879-1971), Oostenrijks zoöloog en limnoloog
- Jan Bremer (1932-2023), Nederlands sociaal-geograaf, historisch-geograaf, historicus, docent en publicist
- J. Harlen Bretz (1882-1981), Amerikaans geoloog en speleoloog, vooral bekend om zijn onderzoek dat leidde tot de acceptatie van de Missoula overstromingen en zijn werk aan grotten
- Wally Broecker (1931-2019), Amerikaans oceanograaf en klimatoloog, onderzocht onder meer de thermohaliene circulatie
- Waldemar Christopher Brøgger (1851-1940), Noors mineraloog, bestudeerde magmadifferentiatie

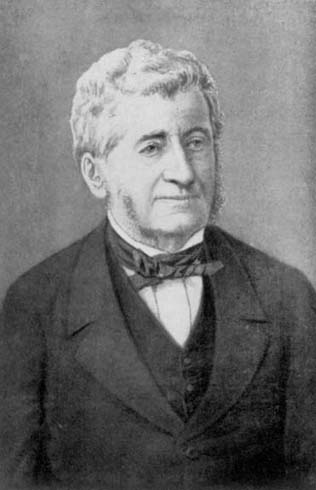
Adolphe Brongniart

- Adolphe Brongniart (1801-1876), Frans botanicus, bestudeerde de relatie tussen levende en uitgestorven planten, wordt wel vader van de paleobotanie genoemd
- Alexandre Brongniart (1770-1847), Frans natuuronderzoeker, bekend om zijn mineralogisch en stratigrafisch werk, vader van Aldolphe Brongniart
- Hendrik Albertus Brouwer (1886-1973), Nederlands structureel geoloog, deed onderzoek naar de geologie van Nederlands-Indië, Zuid-Spanje en Lapland
- Aart Brouwer (1917-2006), Nederlands paleontoloog
- Leopold von Buch (1774-1853), Duits natuuronderzoeker, stelde dat bergen ontstaan door het krimpen van de Aarde
- Edgar Buckingham (1867-1940), Amerikaans bodemkundige, deed onderzoek naar de beweging van gassen en de vochtigheid in bodems
- William Buckland (1784-1856), Engeland, pionier in geologie van Engeland die als eerste een dinosauriër beschreef
- Georges-Louis Leclerc de Buffon (1707-1788), Frans natuuronderzoeker, wiskundige en kosmoloog, vroeg evolutionist
- Jan Buisman (1925), Nederlands historisch geograaf en weerhistoricus
- Christophorus Buys Ballot (1870-1890), Nederlands meteoroloog, scheikundige en natuurkundige, hoogleraar te Utrecht en eerste directeur van het (later koninklijk) Nederlands Meteorologisch Instituut (KNMI)
- Edward Bullard (1907-1980), Engels geofysicus, verzamelde gravimetrische, geothermische en paleomagnetische bewijzen voor platentektoniek
- Keith Edward Bullen (1906-1976), Nieuw-Zeelands seismoloog, deed onderzoek naar looptijden van seismische golven
- Hermann Burmeister (1807-1892), Duits natuuronderzoeker en ontdekkingsreiziger, vooral bekend van zijn onderzoek van de natuur van Zuid-Amerika
- Thomas Burnet (1635-1715), Engels natuurfilosoof, probeerde geologische verschijnselen met de Schepping en de Zondvloed te verklaren
- Jan Buursink (1935-2018), Nederlands geograaf, hoogleraar in Nijmegen

## C

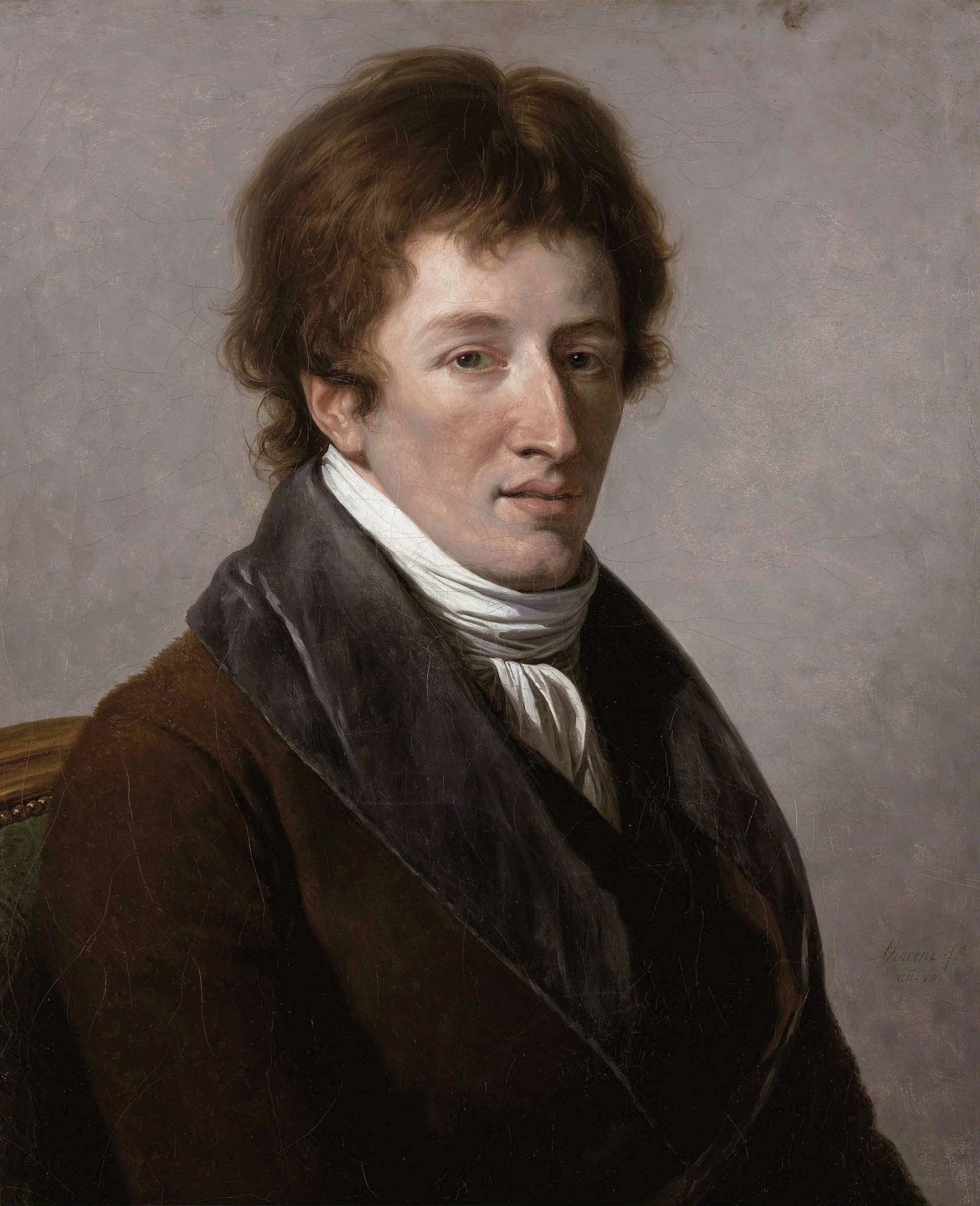
Georges Cuvier

- Friedrich van Calker (1841-1913), Duits-Nederlands geoloog, paleontoloog en mineraloog
- Colin Campbell (1931-2022), Iers geoloog, voorspelde een afname van de wereldwijde olieproductie
- Herman van Cappelle (1857-1932), Nederlands geoloog, geomorfoloog, ontdekkingsreiziger en antropoloog
- Samuel Warren Carey (1911-2002), Australisch geoloog, aanhanger van de expansietheorie
- William Gilbert Chaloner (1928-2016), Engels paleobotanicus en paleoklimatoloog, bestudeerde paleoklimaat door fossiele planten en pollen
- Alexandre-Émile Béguyer de Chancourtois (1820-1886), Frans mineraloog en mijnbouwkundige, stelde voor Mendelejev een periodiek systeem op
- Johann von Charpentier (1786-1855), Zwitsers mijnbouwkundige en glacioloog, ontdekte dat de gletsjers in de Alpen in het verleden veel groter waren
- George V. Chilingar, Amerikaanse petroleumgeoloog
- William Branwhite Clarke (1798-1878), Engeland/Australië, theoloog, geoloog, the Father of Australian Geology
- Ruud Cools (1908-1987), Nederlands sociaal geograaf en hoogleraar in Nijmegen
- Bas Collette (1930-1991), Nederlands geofysicus, karteerde de Atlantische Oceaan
- William Conybeare (1787-1857), Engels geoloog en paleontoloog. Beschreef de geologie van Engeland en bestudeerde een fossiel van een plesiosaurus.
- Simon Conway Morris (1951), Brits paleontoloog, deed onderzoek naar de Burgess shale
- Edward Drinker Cope (1840-1897), Amerikaans paleontoloog, gespecialiseerd in gewervelden
- Charles Cotton (1885-1970), Nieuw-Zeelands geoloog en geomorfoloog
- Abraham Cresques (1325-1387) joodse cartograaf
- Georges Cuvier (1769-1832), Franse geoloog, paleontoloog en bioloog, bedenker van het catastrofisme

## D

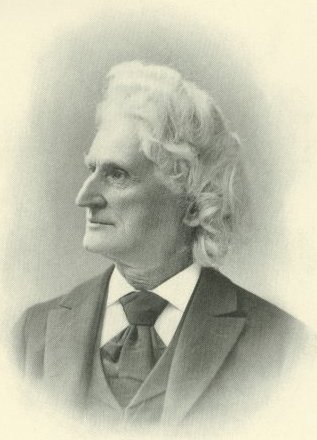
James Dana

- James Dwight Dana (1813-1895), Amerikaans geoloog, aanhanger van de geosynclinetheorie
- Charles Darwin (1809-1882), Engels bioloog en geoloog, bekend van de evolutietheorie
- Philippe Dautzenberg (1849-1935), Belgisch malacoloog.
- George Mercer Dawson (1849-1901), Canadees geoloog en landmeter
- John William Dawson (1820-1899), Canadees geoloog en universiteitsbestuurder.
- Arthur L. Day (1869-1960), Amerikaans geofysicus en vulkanoloog
- Ken Deffeyes (1931-2017), Amerikaans petroloog en exploratiegeoloog
- Orville Adelbert Derby (1851-1915), Verenigde Staten, Brazilië
- Gérard Paul Deshayes (1795-1875), Frans paleontoloog, deed stratigrafisch onderzoek met behulp van mollusken, evolutionist en uniformitarianist
- Nicolas Desmarest (1725-1815), Frankrijk
- John F. Dewey (1937), Brits structureel geoloog, deed onderzoek naar gebergtevorming en zones van continentale collisie
- Adri Dietvorst (1940), Nederlands sociaal-geograaf, onderzoeker recreatie & toerisme, hoogleraar te Wageningen
- Robert S. Dietz (1914-1995), Amerikaans geofysicus en oceanograaf, bedenker van oceanische spreiding
- Vasili Dokoetsjaev (1846-1903), Russisch geograaf, grondlegger van de bodemkunde
- Louis Dollo (1857-1931), Belgisch paleontoloog, deed onderzoek naar 'Iguanodons'
- Henry de Dorlodot (1855-1929), Belgisch paleontoloog en stratigraaf, bestudeerde het Paleozoïcum van de Ardennen, aanhanger van Darwin
- Jean Jacques Dozy (1909-2004), Nederlands exploratiegeoloog
- Cor Drooger (1923-2008), Nederlands micropaleontoloog en stratigraaf, gespecialiseerd in foraminiferen
- Julien Drugman (1875-1850), Belgisch mineraloog, bestudeerde tweelingkristallen

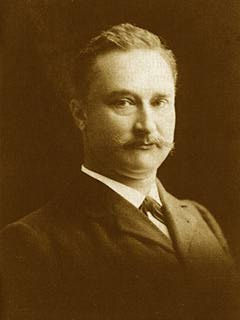
Eugène Dubois

- Eugène Dubois (1858-1940), Nederlands paleontoloog, ontdekker van Homo erectus op Java
- Armand Dufrénoy (1792-1857), Franse geoloog en mijnbouwkundige, bracht met Léonce Élie de Beaumont de geologie van Frankrijk in kaart
- André Hubert Dumont (1809-1857), Belgisch geoloog en stratigraaf, eerste grondige studie naar de stratigrafie van België
- J. Duncombe (1917-2003), Engeland
- Alexander Du Toit (1878-1948), Zuid-Afrikaans geoloog, zette de continentale drifttheorie van Alfred Wegener na diens dood voort
- Clarence Edward Dutton (1841-1912), Amerikaans geoloog, auteur van "Tertiary History of the Grand Canyon District"

## E
- Heinz Ebert (1907-1983), Duits geoloog, voornamelijk werkzaam in Brazilië
- Cornelis Edelman (1903-1964), Nederlands geoloog, bodemkundige en grondlegger van de regionale bodemkunde in Nederland
- Alie Edelman-Vlam (1909-1999), Nederlands sociaal-geograaf, historisch geograaf en toponymist
- László Egyed (1914-1970), Hongaars geofysicus, aanhanger van de expansietheorie
- Pieter Eibergen (1889-1972), Nederlands geograaf, leraar en redacteur van de Bosatlas
- Léonce Élie de Beaumont (1798-1874), Frans mijnbouwkundige en geoloog, aanhanger van het catastrofisme en een van de makers van de eerste gedetailleerde geologische kaart van Frankrijk
- Arnold Escher (von der Linth) (1807-1872), Zwitsers geoloog, onderzocht de geologie van Zwitserland en ontdekte een grote overschuiving
- Berend George Escher (1885-1967), Nederlands geoloog, halfbroer van kunstenaar Maurits Cornelis Escher
- Hans Conrad Escher (von der Linth) (1767-1823), Zwitsers ingenieur, politicus en natuuronderzoeker, beschreef en schilderde de geologie en natuur van Zwitserland

## F
- Barthélemy Faujas de Saint-Fond (1741-1819), Frans geoloog, vulkanoloog en reiziger
- Reinder Fennema (1849-1897), Nederlands mijnbouwkundige, zocht naar delfstoffen op Sumatra
- Alexander Fersman (1883-1945), Russisch mineraloog en geochemicus
- Walter Ferrier (1865-1950), Canadees geoloog en mijnbouwkundig ingenieur
- Henri Fischer (1901-1976), Nederlands geograaf en cultureel antropoloog
- William Fitton (1780-1861), Brits geoloog, onderzocht de stratigrafie van Zuidwest-Engeland
- Jan Willem Foppen (1965-2024), geohydroloog

## G
- Gerard Jacob de Geer (1858-1943), Zweeds geoloog en geomorfoloog, maakte aan de hand van varven een geochronologie voor het Kwartair
- Archibald Geikie (1835-1924), Schots geoloog, deed onderzoek naar de geologie van Schotland, vulkanisme en glaciale processen
- Carlo Gemmellaro (1787-1866), Italiaans medicus en geoloog, vulkanoloog
- Grove Karl Gilbert (1843-1918), Amerikaans geoloog en geomorfoloog, onderzocht de sporen van het laatste glaciaal in de Verenigde Staten
- Hans van Ginkel (1940-2023), Nederlands sociaal geograaf en hoogleraar en rector magnificus in Utrecht en Tokio
- Victor Goldschmidt (1888-1947), Noors petroloog en mineraloog, grondlegger van de geochemie
- Heinrich Göppert (1800-1884), Duits arts, botanicus en paleontoloog, bestudeerde fossiele planten in relatie tot levende soorten
- Stephen Jay Gould (1941-2002), Amerikaans populair-wetenschappelijk schrijver, met name over evolutie
- Alexander Green (1832-1896), Engels geoloog en hoogleraar geologie in Leeds en Oxford
- George Bellas Greenough (1778-1855), Engels geoloog, deed veel karteerwerk en een van de stichters van de Geological Society
- Amanz Gressly (1814-1865), Zwitsers geoloog en paleontoloog, bedenker van het begrip facies
- Beno Gutenberg (1889-1960), Duits-Amerikaans seismoloog, deed onderzoek naar de interne opbouw van de Aarde

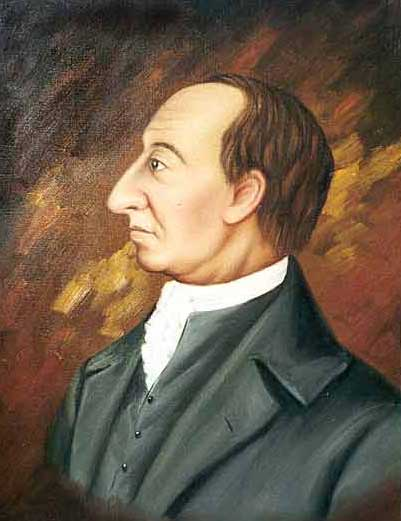
James Hutton

## H
- Julius von Haast (KCMG) (1824-1887), Duits geoloog, werkzaam in Nieuw-Zeeland
- James Hall (1761-1832), Schots geoloog, deed onderzoek naar gesteentesmelting
- James Hall (1811-1898), Amerikaans paleontoloog en stratigraaf
- W. Brian Harland (1917-2003), Brits geoloog en poolonderzoeker, ontdekte de Proterozoïsche ijstijden
- Pieter Harting (1812-1885), Nederlands bioloog, stratigraaf en hydroloog
- Geoffrey Hattersley-Smith (1923-2012), Engels/Canadees geoloog en gletsjeronderzoeker
- René Just Haüy (1743-1822), Frans mineraloog, grondlegger van de kristallografie
- Hollis D. Hedberg (1903-1988), Amerikaans geoloog
- Oswald Heer (1809-1883), Zwitsers botanicus, entomoloog en paleontoloog, onderzocht fossiele planten en insecten van het Mioceen
- Albert Heim (1849-1937), Zwitsers geoloog, bestudeerde de Geologie van de Alpen
- Willem Frederik Hermans (1921-1995), Nederlands schrijver en fysisch geograaf
- Harry Hess (1906-1969), Amerikaans geofysicus en oceanograaf, deed belangrijk werk bij het ontstaan van de platentektoniektheorie
- Eugene W. Hilgard (1833-1916), Verenigde Staten
- Ferdinand von Hochstetter (1829-1884), Duits-Oostenrijks geoloog, onderzocht de geologie van het tegenwoordige Tsjechië en Nieuw-Zeeland
- Jacoba Hol (1886-1964), Nederlands fysisch geograaf en eerste vrouwelijke gewoon hoogleraar in Nederland
- Arthur Holmes (1890-1965), Engels geoloog, introduceerde radiometrische datering in de geologie, voorstander van continentendrift
- William Hopkins (1793-1866), Engels wiskundige en geoloog, deed als een van de eersten onderzoek naar tektoniek en tektonische krachten
- Fritz Houtermans (1903-1966), Duits kernfysicus, geochemicus en kosmoloog, deed onderzoek naar meteorieten en de ouderdom van gesteenten
- Marion King Hubbert (1903-1989), Amerikaans exploratiegeofysicus
- Alexander von Humboldt (1769-1859), Duits natuurvorser en ontdekkingsreiziger, onderzocht vulkanisme
- James Hutton (1726-1797), Schots geoloog, bedenker van het uniformitarianisme en het plutonisme, vader van de moderne geologie
- Thomas Huxley (1825-1895), Engels bioloog, aanhanger van Darwin, deed onderzoek naar de verwantschap tussen apen en mensen

## I
- Walter Immerzeel (1975), Nederlands fysisch geograaf, hoogleraar berghydrologie te Utrecht

## J
- Harold Jeffreys (1891-1989), Engels statisticus, wiskundige en seismoloog, bewees dat de buitenkern vloeibaar is
- Hans Jenny (1899-1992), Zwitsers bodemkundige, bestudeerde de factoren die spelen bij bodemvorming
- John Joly (1857-1933), Iers geoloog en natuurkundige, deed onderzoek naar radioactief verval in mineralen
- Pim Jungerius (1933-2023), Nederlands fysisch geograaf, stuifzandonderzoeker, hoogleraar te Amsterdam
- Franz Junghuhn (1809-1864), Duits-Nederlands landmeter, botanicus en geograaf, onderzocht de geografie en geologie van Java en Sumatra

## K
- Cornelius Marius Kan (1837-1919), Nederlands geograaf en de eerste hoogleraar geografie in Nederland
- Hiroo Kanamori (1936-) Japans geofysicus en seismoloog
- Marshall Kay (1904-1975), Canadees/Amerikaans geoloog
- Hendrik Keuning (1904-1985), Nederlands sociaal-geograaf
- Albert Sybrandus Keverling Buisman (1890-1944), Nederlands civiel-ingenieur,  grondmechanicus, hoogleraar en grondlegger van de grondmechanica in Nederland
- Alexander Keyserling (1815-1891), Baltisch-Duitse geoloog en paleontoloog, medegrondlegger van de Russische geologie
- Athanasius Kircher (1602-1680), Duits natuuronderzoeker en arts, onderzocht fossielen
- Lauge Koch (1892-1964), Deens geoloog, bracht delen van Groenland in kaart
- Cornelis Koeman (1918-2006), Nederlands cartograaf, hoogleraar te Utrecht
- Ralph von Koenigswald (1902-1982), Duits-Nederlands geoloog, deed onderzoek naar fossiele resten van hominiden op Java
- Laurent-Guillaume de Koninck (1809-1887) Belgisch scheikundige en paleontoloog, deed onderzoek naar fossielen in de Ardennen
- Vladimir Köppen (1846-1940), Duits botanicus en meteoroloog, bedacht een classificatie voor klimaatzones
- Johan van den Kornput (1542-1611), Nederlands militair en cartograaf
- Danie Krige (1919-2013); Zuid-Afrikaans mijnbouwkundige en statisticus, uitvinder van de statistische methode kriging
- Wout Krijgsman Nederlands aardwetenschapper, gespecialiseerd in magnetostratigrafie, hoogleraar te Utrecht
- Tom Krogh (1936-2008), Canadees geochronoloog, verbeterde de uranium-loodmethode bekend om de datering van Precambrische gesteenten
- Salomon Kroonenberg (1947), Nederlands geoloog en geograaf, criticus van het Kyoto-protocol
- Nikolai Kudryavtsev (1893-1971), Russisch aardoliegeoloog en hoogleraar
- Peter Kuipers Munneke (1980), Nederlands glacioloog en meteoroloog en weerman bij de  NOS
- Philip Henry Kuenen (1902-1976), Nederlands geoloog, deed vooral onderzoek naar mariene geologie

## L

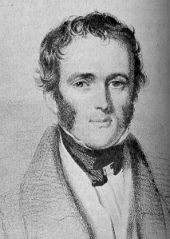
Charles Lyell

- Alfred Lacroix (1863-1948), Frans geoloog, vulkanoloog en mineraloog, bestudeerde vulkanisme op Martinique
- Jean-Baptiste Lamarck (1744-1829), Frans bioloog en paleontoloog, bekend van zijn opvatting dat bij leven verworven eigenschappen erfelijk zijn
- Albert de Lapparent (1839-1908), Frans geomorfoloog, mijnbouwkundige en stratigraaf, onderzocht de invloed van ondergrond op landvormen aan het oppervlak
- Charles Lapworth (1842-1920), Engels geoloog en stratigraaf, deed belangrijke bijdragen aan de structurele geologie, onderzocht graptolieten
- Louis Leakey (1903-1972), Brits paleontoloog en archeoloog, deed onderzoek naar mensachtigen in Afrika
- Georges-Louis Leclerc de Buffon (1707-1788), Frans natuuronderzoeker, wiskundige en kosmoloog, vroege evolutionist
- Joseph LeConte (1823-1901), Verenigde Staten
- Karel Leenders (1946), Nederlands historisch geograaf
- Inge Lehmann (1888-1993), Deens seismologe, ontdekte dat de aardkern in een vloeibare buitenkern en een vaste binnenkern verdeeld is
- Arnold Escher von der Linth (1807-1872), Zwitsers geoloog
- Martin Lister (1638-1712), Engels natuuronderzoeker, ontdekte overeenkomsten tussen fossiele en levende soorten, zag hierin een speling van de natuur
- William Edmond Logan (1798-1875), Canada, onderzocht steenkool in Wales en de geologie van Canada
- James Lovelock (1919-2022), Engels natuurwetenschapper, ecoloog en milieubeschermer, bekend van de Gaia-hypothese
- Franco Ricci Lucchi, Italië
- Maurice Lugeon (1870-1953), Zwitsers structureel geoloog en pionier of het gebied van overschuivingstektoniek
- Sir Charles Lyell (1797-1875), Engels geoloog en natuurwetenschapper, aanhanger van het uniformitarianisme

## M

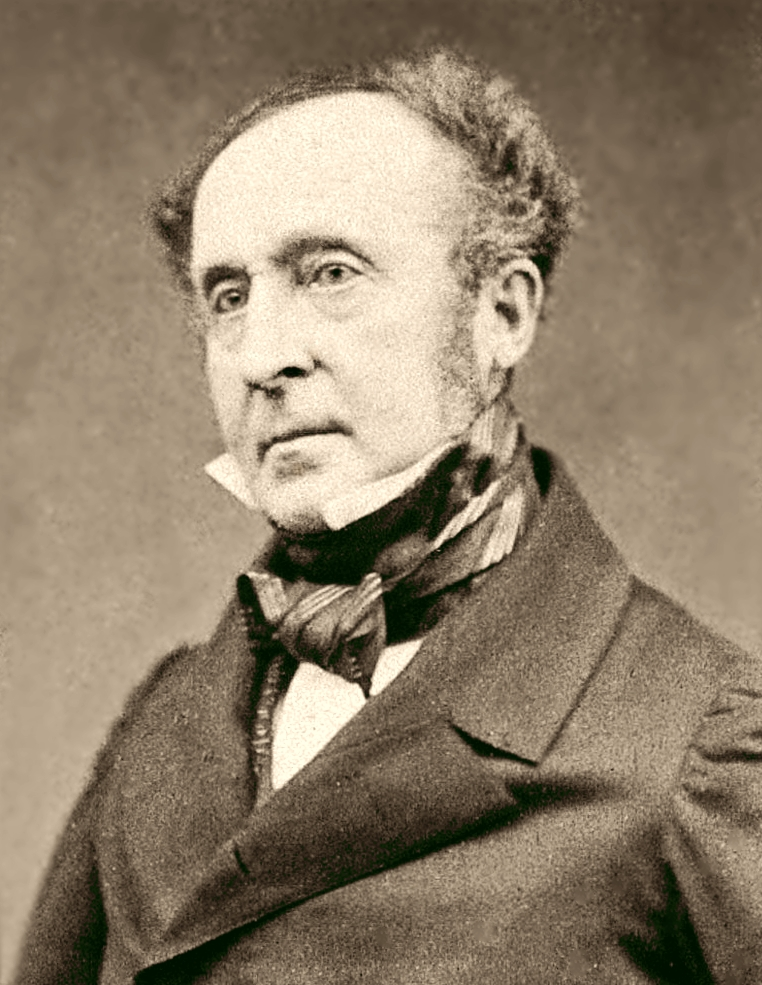
Roderick Murchison

- William Maclure (1763-1840), Amerikaans/Schots geoloog, cartograaf en filantroop
- Gideon Mantell (1790-1852), Engelse paleontoloog, ontdekker van Iguanodon
- Othniel Charles Marsh (1831-1899), Amerikaans paleontoloog en fossielenjager, vooral gewervelden uit het Amerikaanse Mesozoïcum en Tertiair
- Karl Martin (1851-1942), Duits-Nederlands geoloog en stratigraaf, deed onderzoek naar mollusken
- Sir Douglas Mawson (1882-1958), Australisch geoloog en poolonderzoeker, bestudeerde Antarctica
- Floyd Warren McCoy jr.
- Dan McKenzie (1942), Brits geofysicus, hoogleraar aan de universiteit van Cambridge
- Giuseppe Mercalli (1850-1914), Italiaans seismoloog en vulkanoloog, bekend van de schaal van Mercalli
- Gerard Mercator (1512-1594), Vlaams cartograaf, instrumentmaker en graveur
- Waman Bapuji Metre (1906-1970), Indisch geoloog
- Helmut Meyer-Abich, (1919–2008), Duits marineofficier en geoloog
- John Michell (1724-1793), Engels natuurkundige en geoloog, deed onderzoek naar aardbevingen
- Milutin Milanković (1879-1958), Servisch wiskundige en klimatoloog, grondlegger van de Milankovitch parameters
- John Milne (1850-1913), Brits mijnbouwkundige en seismoloog
- Friedrich Anton Wilhelm Miquel (1811-1871), Nederlands (paleo)botanicus.
- Andrija Mohorovičić (1857-1936), Kroatisch meteoroloog en geofysicus, ontdekte de Moho
- Julius Mohr (1873-1970), Nederlands scheikundige, agrogeoloog en een van de grondleggers van de tropische bodemkunde
- Friedrich Mohs (1773-1839), Duits-Oostenrijks mineraloog, bedacht de naar hem genoemde hardheidsschaal
- Dick Mol (1955), Nederlands amateur-paleontoloog, bekend van onderzoek naar uitgestorven dieren uit het Pleistoceen
- Gustaaf Molengraaff (1860-1942), Nederlands geoloog, karteerde op de Soenda-eilanden en in Zuid-Afrika
- Jason Morgan (1935-2023), Amerikaans geofysicus, deed onderzoek naar platentektoniek, oceanische spreiding en mantelpluimen
- Simon Conway Morris (1951), Brits paleontoloog, bestudeerde fossielen uit de Burgess shale
- Lex Mulder (1933-2022), Nederlands geoloog en dammer
- Roderick Murchison (1792-1871), Engels geoloog en stratigraaf, definieerde de tijdperken Siluur en Devoon (laatste samen met Adam Sedgwick)
- Emiliano Mutti (1933), Italiaans geoloog

## N
- Maur Neumann van Padang (1894-1986), Nederlandse vulkanoloog
- Alfred Nier (1911-1994), Amerikaans kernfysicus en radiochemicus, verbeterde de methodes van massaspectrometrie en radiometrische datering
- Willem Nieuwenkamp (1903-1979), Nederlands mineraloog en geochemicus, deed onderzoek naar kristallografie en mineralogie

## O
- Hans Oeschger (1927-1998), Zwitsers klimatoloog, bekend van onderzoek naar ijskernen en klimaatschommelingen in het Kwartair
- Karl Oestreich (1873-1947), Duits-Nederlands geomorfoloog
- Richard Dixon Oldham (1858-1936), Brits geoloog en seismoloog, deed onderzoek naar aankomsten van seismische golven bij aardbevingen
- Jean d'Omalius d'Halloy (1783-1875), Belgisch geoloog en stratigraaf, definieerde onder ander het Krijt
- Willem Oosting, (1898-1942), eerste Nederlandse bodemkundige, grondlegger van de bodemkartering in Nederland
- Albert Oppel (1831-1865), Duits paleontoloog en stratigraaf, deed onderzoek naar het Jura
- Alcide d'Orbigny (1802-1857), Frans paleontoloog en zoöloog, onderzocht foraminifera, vader van de micropaleontologie
- Ferdinand Ormeling, (1912 - 2002), Nederlands geograaf, cartograaf en redacteur van de Bosatlas
- Ferjan Ormeling (1942-2025),  Nederlands cartograaf, zoon van Ferdinand Ormeling
- Henry Fairfield Osborn (1857-1935), Amerikaans paleontoloog, bestudeerde vooral fossielen van dinosauriërs
- Henk Ottens (1945), Nederlands sociaal geograaf en hoogleraar te Utrecht
- Richard Owen (1804-1892), Brits paleontoloog en anatoom, bestudeerde dinosauriërs

## P
- Ton Pannekoek (1905-2000), Nederlands geoloog en cartograaf
- Joseph Pardee (1871-1960), Amerikaans geoloog en glacioloog
- Clair Cameron Patterson (1922-1995), Amerikaans geochemicus
- Gregory Paul (1954), Amerikaans illustrator, bekend om zijn tekeningen van dinosauriërs
- Albrecht Penck (1859-1945), Duits geomorfoloog, deed onderzoek naar Pleistocene landijsuitbreidingen in Noord-Duitsland
- Walther Penck (1888-1923), Duits geomorfoloog, bestudeerde de invloed van erosie en tektoniek op geomorfologie, zoon van Albrecht Penck
- R.A.F. Penrose, Jr. (Richard Alexander Fullerton Penrose, 1863-1931), Amerikaans mijnbouwkundige
- John Phillips (1800-1874), Engels stratigraaf en paleontoloog, bestudeerde veranderingen van fossiele soorten in de stratigrafische colom
- Wallace S. Pitcher (1919-2004), Brits geoloog
- Leendert Pons (1921-2008), Nederlands bodemkundige
- Vladimir Porfiriev (1899-1982), Russisch/Oekraiens geoloog
- Lennart von Post (1884-1951), Zweeds geoloog en grondlegger van de palynologie
- John Wesley Powell (1834-1902), Amerikaans ex-soldaat, geoloog en ontdekkingsreiziger van de Colorado en de Grand Canyon die de Colorado in kaart bracht
- John Henry Pratt (1809-1871), Engels theoloog en wiskundige die het concept van isostasie bedacht
- Jean Pierre Pupin, Frankrijk

## R
- Maureen Raymo (1959), Amerikaans marien geoloog en paleoklimatoloog, bracht tektonische opheffing in verband met klimaatverandering
- Hans Dirk de Vries Reilingh (1908-2001), Nederlands geograaf en hoogleraar sociografie te Amsterdam
- Alphonse Renard (1842-1903), Belgisch mineraloog en petrograaf
- Eugène Renevier (1831-1906), Zwitsers paleontoloog en stratigraaf, bracht de stratigrafie van de Alpen en Jura in kaart
- Charles Richter (1900-1985), Amerikaans seismoloog, bedacht de schaal van Richter
- Ferdinand von Richthofen (1833-1905), Pruisisch (Duits) geograaf, geomorfoloog en geoloog, onderzocht de geografie en geologie van China
- Andrés Manuel del Río (1764-1849), Spaans mineraloog en mijnbouwkundige, introduceerde mineralogie in Nieuw-Spanje
- Giovanni Rizzi-Zannoni (1736-1814), Italiaans cartograaf
- Pieter Robidé van der Aa (1832–1887), Nederlands Indonesiëkundige en geograaf
- Willem Paul de Roever (1917-2000), Nederlands petroloog, onderzocht metamorfe gesteenten en hoe uit deze de tektonische geschiedenis van gebergten is af te leiden
- August Rothpletz (1853-1918), Duits structureel geoloog, voorstander van de theorie van dekbladen
- William Ruddiman (1943), Amerikaans paleoklimatoloog, stelde de Early Anthropocene-hypothese op
- Louis Rutten (1884-1946), Nederlands geoloog, karteerde in Nederlands-Indië, Cuba en de Nederlandse Antillen, vader van Martin Rutten
- Martin Rutten (1910-1970), Nederlands geoloog en bioloog, deed onderzoek naar foraminifera, zoon van Louis Rutten

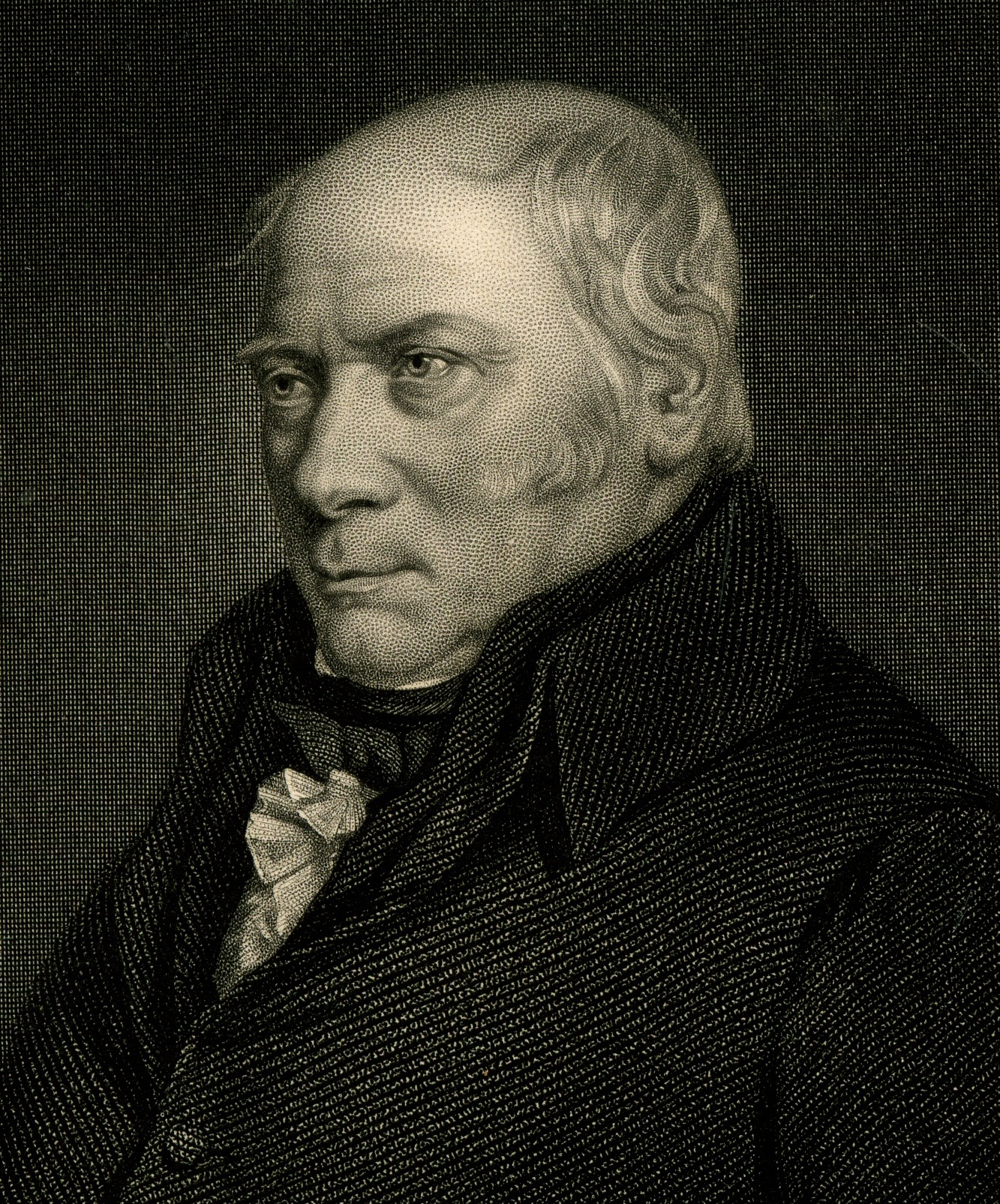
William Smith

## S
- Katsuko Saruhashi (1920-2007), Japans geochemicus, ontwikkelde meetmethodes voor koolstofdioxide en radioactieve fall-out in zeewater en beïnvloedde hiermee het beëindigen van bovengrondse kernproeven
- D.C. van Schaïk, (1888-1972), Nederlands elektrotechnicus en amateurgeoloog, zette zich in voor het behoud van de Sint-Pietersberg
- Hans Schardt (1858-1931), Zwitsers structureel geoloog, deed belangrijke bijdragen aan de theorie van dekbladen
- Johann Jakob Scheuchzer (1672-1733), Zwitsers natuuronderzoeker, bestudeerde fossiele planten, aanhanger van zondvloedgeologie
- Harrison Schmitt (1935), Amerikaans geoloog en astronaut, Apollo 17-maanganger
- Johan Gerard Jozef Scholte (1907-1970), Nederlands geofysicus, onderzocht de eigenschappen van seismische golven in het inwendige der Aarde theoretisch. Ontdekker van de "Scholte wave"
- Olaf Schuiling (1932-2021), Nederlands hoogleraar, geoloog en petroloog
- Roelof Schuiling (1854–1936), Nederlands leraar aardrijkskunde en pionier in de historische geografie in Nederland
- Adam Sedgwick (1785-1873), Engels geoloog en stratigraaf, definieerde de tijdperken Cambrium en Devoon (laatste samen met Roderick Murchison)
- Paul Sereno (1957), Amerikaans paleontoloog, gespecialiseerd in dinosauriërs
- Nicholas Shackleton (1937-2006), Brits klimatoloog en geochemicus, deed onderzoek naar klimaatsveranderingen
- Eugene Shoemaker (1928-1997), Amerikaans astronoom, deed onderzoek naar inslagkraters
- Orazio Silvestri (1835-1890), Italiaans geoloog, mineraloog, paleontoloog en vulkanoloog
- George Gaylord Simpson (1902-1984), Amerikaans paleontoloog en evolutiebioloog, deed belangrijke bijdragen aan het ontstaan van de moderne synthese
- Ulbo de Sitter (1902-1980), Nederlands geoloog, deed onderzoek naar de Geologie van de Alpen en de Geologie van de Pyreneeën
- Jan Smit (1948), Nederlands geoloog en paleontoloog, bekend om zijn onderzoek naar de gevolgen van een meteorietinslag als oorzaak van het uitsterven van de dinosauriërs
- William Smith (1769-1839), Engels geoloog, uitvinder van de technieken van het geologisch karteren, "vader van de Engelse geologie"
- Flaxman Spurrell, (1842-1915), Brits archeoloog, geoloog, egyptoloog en fotograaf
- Winand Staring (1808-1877), Nederlands geoloog, geograaf, bodemkundige en landbouwkundige en vervaardiger van de eerste geologische kaart van Nederland
- Tetje Stark (1905-1995), sociaal-geograaf[1]

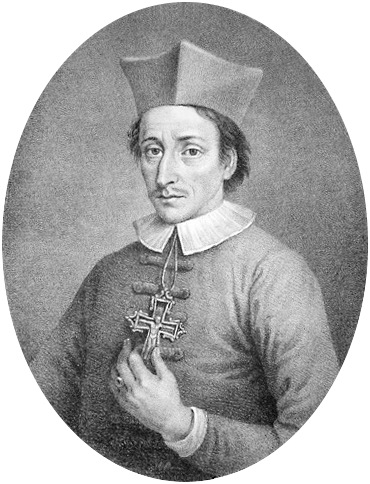
Nicolaus Steno

- Niels Stensen of Nicolaus Steno (1638-1686), Deens natuuronderzoeker, pionier in de geologie en stratigraaf
- Hans Stille (1876-1966), Duits structureel geoloog, deed onderzoek naar de vorming van continenten
- Eduard Suess (1831-1914), Oostenrijks geoloog, stelde dat waar nu de Alpen liggen ooit een oceaan lag, die hij de Tethys Oceaan noemde
- Peter Szatmari, Hongaars geoloog

## T
- René Tavernier, (1914-1992), Belgisch geoloog en stratigraaf. Oprichter van het Internationaal Bodemkundig Centrum aan de Rijksuniversiteit Gent voor studenten uit landen van de Derde Wereld.
- Haroun Tazieff (1914-1998), Frans politicus en vulkanoloog, waarschuwde voor de gevolgen van klimaatsverandering
- Pierre Teilhard de Chardin (1881-1955), Frans theoloog en paleontoloog, bedacht een kosmologie waarin zowel geloof als evolutietheorie voorkomen
- Pieter Tesch, (1879-1961), Nederlands geoloog, eerste directeur van de Rijks Geologische Dienst
- Emile den Tex, (1918-2012), Nederlands geoloog en petroloog, deed onderzoek naar stollingsgesteenten in de Alpen en Pyreneeën
- Otto Martin Torell
- Pjotr Tsjichatsjov (1808-1890), Russisch ontdekkingsreiziger, geograaf en geoloog
- Artoer Tsjilingarov (1939-2024), Russisch geograaf en poolonderzoeker
- Francis Turner (1904-1985), Nieuw-Zeelands petroloog en structureel geoloog

## U
- Jan Umbgrove (1899-1954), Nederlands geoloog, bestudeerde onder andere de paleogeografie van Nederlands-Indië

## V

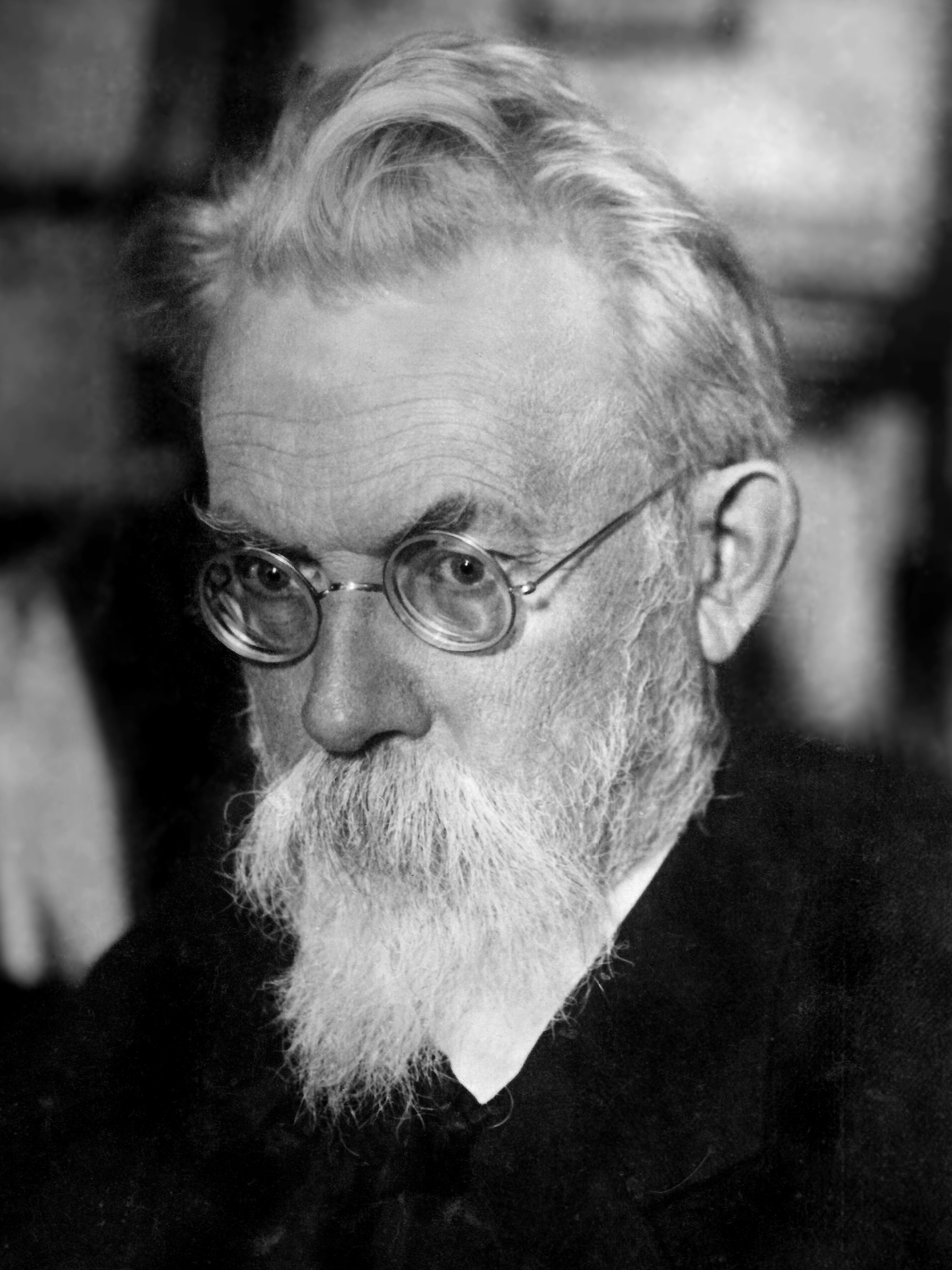
Vladimir Vernadski

- Peter Vail (1930), Amerikaans geoloog, deed onderzoek naar sequentiestratigrafie
- Charles-Louis de La Vallée Poussin (1827-1903), Belgisch geoloog en mineraloog, bestudeerde zowel de metamorfe als sedimentaire gesteenten in de Ardennen
- Felix Vening Meinesz (1887-1967), Nederlands geofysicus en geodeet, bekend van zijn onderzoek naar zwaartekrachtsanomalieën
- Édouard de Verneuil (1805-1873), Frans paleontoloog en stratigraaf, onderzocht de correlatie van stratigrafieën van Europa, Noord-Amerika en Rusland
- Rogier Verbeek (1845-1926), Nederlands geoloog, auteur van onder meer "Krakatau"
- Vladimir Vernadski (1863-1945), Russisch mineraloog en geochemicus
- Arnold Verruijt (1940-2022), Nederlands civiel-ingenieur,  grondmechanicus en hoogleraar TU Delft
- Herman Verstappen (1925 -2020), Nederlands fysisch geograaf en ontdekkingsreiziger
- Koos Verstraten (1943-2022), Nederlands fysisch geograaf, hoogleraar Fysisch-geografische bodemchemie en bodemfysica, Universiteit van Amsterdam (UvA)
- Jelle Vervloet (1946), Nederlands historisch-geograaf
- Sergei Vinogradski (1856-1953), Russisch bodemkundige, ontdekker van nitrificatie
- Anton Vink (1920-2000), Nederlands bodemkundige en landschapsecoloog
- Isaak Martinus van der Vlerk (1892-1974), Nederlands paleontoloog en stratigraaf, deed onderzoek naar foraminifera

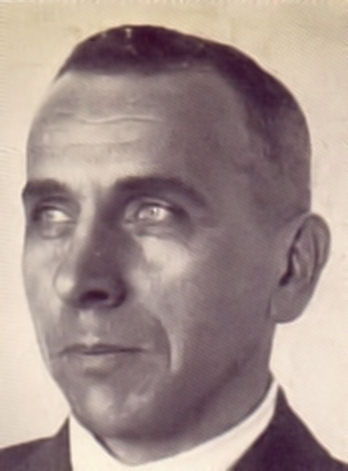
Alfred Wegener

## W
- Johann Andreas Wagner (1797-1861), Duits paleontoloog en zoöloog, deed onderzoek naar fossiele mensachtigen en pterosauriërs
- Charles Walcott (1850-1927), Amerikaans paleontoloog, deed onderzoek naar de fossielen uit de Burgess shale
- Johannes Walther (1860-1937), Duits paleontoloog en sedimentoloog, bestudeerde sedimentaire facies
- Willem van Waterschoot van der Gracht (1873-1943), Nederlands geoloog en mijnbouwkundige, belangrijke bijdragen aan de Nederlandse steenkoolwinning
- Alfred Wegener (1880-1930), Duits meteoroloog en aardwetenschapper, bedacht het concept van continentendrift en verzamelde argumenten daarvoor
- Harold Wellman (1908-1999), Engels geoloog, deed onderzoek naar de geologie van Nieuw-Zeeland
- Johannes Vallentin Dominicus Werbata (1866-1929), Nederlands cartograaf, werkte onder meer in Borneo en op Curaçao
- Abraham Gottlob Werner (1749-1817), Duits natuurvorser en mineraloog, bedenker van het neptunisme
- Eberhard Wernick, Brazilië
- Ian West, geoloog, gespecialiseerd in de geologie van de kusten van Dorset, Verenigd Koninkrijk
- Peter Westbroek (1937), Nederlands paleontoloog en geochemicus, aanhanger van de Gaia-hypothese
- Josiah Whitney (1819-1896), Amerikaans ontdekkingsreiziger, baas van de Californische Geologische Dienst
- Arthur Wichmann (1851-1927), Duits-Nederlands geoloog en mineraloog, deed onderzoek op het gebied van mineralogie en petrografie, stichter van het Instituut voor Aardwetenschappen in Utrecht
- Emil Wiechert (1861-1928), Duits natuurkundige, pionier in de seismologie
- John Williamson (1907-1958), Canadees geoloog, oprichter van de Williamson diamant mijn
- Bailey Willis (1857-1949), Amerikaans geoloog, deed onderzoek naar de San Andreasbreuk en de daarlangs voorkomende aardbevingen
- John Tuzo Wilson (1908-1993), Canadees geofysicus, vond bewijs voor oceanische spreiding en bedacht het concept van hotspots
- Newton Horace Winchell (1839-1914), Amerikaans geoloog
- Pieter Harme Witkamp (1816-1892), Nederlands cartograaf.
- Harry M. Woodward (c. 1938), Amerikaans naturalist, werkte aan de Old Faithful Geyser
- John Woodward (1665-1728), Engels natuuronderzoeker, filosofeerde over de vorming van gesteenten

## Z
- Waldo Heliodoor Zagwijn (1928-2018), Nederlands paleobotanicus en stratigraaf
- Peter Ziegler (1928-2013), Zwitsers exploratiegeoloog, deed onderzoek naar de invloed van tektoniek op sedimentatie
- Ferdinand Zirkel (1838-1912), Duits geoloog, een van de eersten die slijpplaatjes gebruikte om onderzoek te verrichten
- Karl Zoeppritz (1881-1908), Duits geofysicus, deed onderzoek naar reflectie van seismische golven
- Jan Zonneveld (1918-1995), Nederlands geomorfoloog en fysisch geograaf
- Henk Zwart (1924-2012), Nederlands structureel geoloog, deed onderzoek naar gebergtevorming